# Microgaster subtilipunctata
Microgaster subtilipunctata är en stekelart som beskrevs av Papp 1959. Microgaster subtilipunctata ingår i släktet Microgaster och familjen bracksteklar. Inga underarter finns listade i Catalogue of Life.